# Der Rebell – Von Leimen nach Wimbledon
Der Rebell – Von Leimen nach Wimbledon ist ein Film des in Deutschland lebenden finnischen Regisseurs Hannu Salonen, der am 16. Dezember 2021 auf RTL gesendet wurde.

## Handlung
Der Tennislehrer Günther Bosch entdeckt den jungen Tennisspieler Boris Becker im Jahr 1982. Zusammen mit dem von Bosch engagierten Manager Ion Țiriac werden sie ein erfolgreiches Team. Mit 17 Jahren wird Becker 1985 jüngster Wimbledon-Gewinner und verteidigt den Titel ein Jahr später.

## Hintergrund
Der Film wurde vom 13. April 2021 bis zum 2. Juni 2021 in NRW und Bayern gedreht.

## Rezeption

### Kritiken
„Bruno Alexander verkörpert Becker gerade auch in den Spielszenen sehr glaubwürdig, aber die Stars sind Samuel Finzi als Günther Bosch und Misel Maticevic als Manager Ion Tiriac. Hannu Salonen, ohnehin ein Garant für große Bilder, hat gemeinsam mit Kameramann Felix Cramer dafür gesorgt, dass das sehenswerte Sportlerdrama gerade in den Szenen aus Monaco und Miami überlebensgroß wirkt.“

„Das Bewegungstechnische passt alles 1:1 im Film. Aber der Rebell, zu dem Becker hier schon im Filmtitel hochgejazzt wird, der Systemsprenger geradezu – das war bei Becker doch eher Pose. […] So ist der Film vor allem eine gut konsumierbare Sentimental Journey, die leider komplett zugepflastert wird mit der erwartbaren Playlist jener Jahre.“

### Einschaltquoten
Die Erstausstrahlung von Der Rebell am 16. Dezember 2021 wurde in Deutschland von 1,95 Millionen Zuschauern gesehen und erreichte einen Marktanteil von 11,5 % für RTL Television.